# Fatou
Fatou ist ein in Westafrika gebräuchlicher weiblicher Vorname. In Gambia wird er traditionell an erstgeborene Töchter vergeben. Die arabische Form des Namens ist Fatima.

## Namensträger

### Vorname
- Fatou Bensouda (* 1961), gambische Juristin und Chefanklägerin beim Internationalen Strafgerichtshof in Den Haag
- Fatou Mandiang Diatta (Sister Fa; * 1982), senegalesische Rapperin und Aktivistin
- Fatou Diome (* 1968), senegalesische Schriftstellerin
- Fatou Jaw Manneh (* 1967 oder 1968), gambische Journalistin
- Fatou Lamin Faye (* 1954), gambische Politikerin
- Fatou Mass Jobe-Njie (* um 1966), gambische Politikerin
- Fatou Keïta (* 1965), ivorische Schriftstellerin
- Fatou N’Diaye (* 1980), senegalesische Schauspielerin
- Fatou Tiyana (* 1987), gambische Leichtathletin

### Familienname
- Pierre Fatou (1878–1929), französischer Mathematiker

### Tiere
- Fatou (Gorilla), Westlicher Flachlandgorilla aus dem Zoo Berlin